# William Schreyer
William Allen Schreyer (* 13. Januar 1928 in Williamsport (Pennsylvania); † 22. Januar 2011) war ein US-amerikanischer Unternehmer, CEO von Merrill Lynch & Co und Präsident der Pennsylvania State University Board of Trustees.
Der Vater von Schreyer arbeitete in einem lokalen Büro für Aktienhandel welches Merrill Lynch später kaufte. Schon während seiner Zeit in der High School arbeitete William Schreyer Teilzeit in dieser Firma. Er ging anschließend an die Pennsylvania State University, an der er 1948 graduierte. Nach dem College startete er als junior executive trainee bei Merrill Lynch. 1963 wurde er Leiter des Büros in Trenton (New Jersey) und 1972 der New Yorker Regionaldirektor. Im darauf folgenden Jahr wurde er Leiter der Sicherheitsabteilung. Schließlich wurde er 1982 Präsident der Firma und dann 1985 Chairman und CEO.
Schreyer spendete ab den 1990er Jahren mehrere Millionen US-Dollar seines Privatvermögens der Pennsylvania State University und der Organisation Sigma Phi Epsilon.